# Thomas Cam
Thomas Cam o Thomas Carn (1383-1588) fue un hombre inglés de gran longevidad que, de ser cierto el registro parroquial de su muerte, vivió hasta cumplir la edad de 207 años.
En los registros de la parroquia de San Leonardo, en Shoreditch (Londres), consta que el 22 de enero de 1588 fue enterrado Thomas Cam (o Carn) a los 207 años. Según un corresponsal de la Penny Magazine de 1833, se trata del registro más notable de longevidad conocido, y agrega: «Parece entonces que Cam nació en el año 1381, en el cuarto del reinado de Richard II, y vivió durante todo su reinado y todo el de quienes lo siguieron, a saber: Henry IV, Henry V, Henry VI, Edward IV, Edward V, Richard III, Henry VII, Henry VIII, Edward VI, Mary, y hasta el decimotercero de Elizabeth. Una duración de la vida tan extrema es, sin embargo, contraria a toda la experiencia registrada; y a menos que tal hecho pueda ser respaldado por otras evidencias, es razonable concluir que la entrada en el registro es inexacta».